# Dècada del 1670

## Esdeveniments
- Revolta del Vallespir
- Avenços científics gràcies a la millora del microscopi i el telescopi
- Es descobreixen les bases del càlcul infinitesimal
- Nous conreus canvien el panorama de l'agricultura a Espanya

## Personatges destacats
- Gottfried Wilhelm Leibniz
- Antoni van Leeuwenhoek
- Lluís XIV de França